# DB E 320 sorozat
A DB E 320 sorozat, később a DB 182 sorozat egy német többáramnemű Bo'Bo' tengelyelrendezésű villamosmozdony-sorozat volt. Összesen három darab készült a sorozatból 1960-ban a AEG és a Krupp gyárában. A DB 1982-ben selejtezte a sorozatot.